# InXile Entertainment
inXile Entertainment, Inc. es una empresa de desarrollo de videojuegos estadounidense y una subsidiaria de Xbox Game Studios con sede en Tustin, California, Estados Unidos. Especializada en videojuegos de rol, inXile fue fundada en 2002 por Brian Fargo, cofundador de Interplay Entertainment. El estudio produjo los videojuegos de fantasía The Bard's Tale y Hunted: The Demon's Forge, junto a otros juegos para Flash y iOS como Fantastic Contraption en su primera década de desarrollo. En 2014, inXile lanzó el videojuego de rol posapocalíptico Wasteland 2, tras una exitosa campaña de micromecenazgo en Kickstater. Seguido del éxito rotundo, el estudio rompió un récord tras recaudar $4 millones de dólares en Kickstater para desarrollar el videojuego Torment: Tides of Numenera, sucesor espiritual de Planescape: Torment. InXile fue adquirida por Microsoft en 2018, tras lo cual se convirtió en una subsidiaria de Xbox Game Studios, en ese momento se encontraban desarrollando el videojuego Wasteland 3, el cual fue lanzado en 2020. Actualmente, el estudio esta desarrollando el videojuego Clockwork Revolution para Windows y Xbox Series X/S.

## Historia
inXile Entertainment fue fundada el 26 de octubre de 2002 por Brian Fargo en Newport Beach, California.

En una entrevista para Joystiq, el presidente de inXile, Matthew Findley, compartió un poco de información acerca de la historia de la empresa y su nombre, diciendo: 
"Yo trabajé con Brian Fargo en Interplay por unos años y ambos dejamos la compañía al mismo tiempo. Sabíamos que queríamos quedarnos en la industria de los videojuegos, por lo que iniciar una empresa parecía una buena idea. -- él invirtió veinte años en Interplay y yo estuve allí durante trece. Cuando estuvimos fuera por primera vez, intentando averiguar que hacer, sentíamos que estábamos como en un exilio, e hicimos tarjetas falsas con un nombre de empresa falso para así poder entra en el E3. Y antes de siquiera pensar en el nombre "inXile", Brian puso "Líder en el exilio" como descripción de trabajo en las tarjetas. La gente se entusiasmo tanto con el nombre por lo que seguimos diciendo "en exilio, en exilio, en exilio" tantas veces hasta que luego pensamos, "¿Porque no creamos una nueva palabra?", y así lo hicimos."
En mayo de 2008, inXile anunció la creación de SparkWorkz, una división de negocios en línea enfocada en el contenido generado por el usuario, usando de base la experiencia adquirida en el videojuego Line Rider. David Heeley, un exejecutivo de Microsoft, fue contratado para supervisar la creación de la nueva división.
En abril de 2012, inXile lanzó una campaña de micromecenazgo a través de la plataforma Kickstarter para financiar el desarrollo del videojuego Wasteland 2, una secuela de Wasteland (1998) desarrollado por Interplay, con varios miembros del equipo original. La campaña recaudo más del 300% de lo que se había planteado inicialmente, $900 mil dólares, terminando con una suma total de $2,9 millones de dólares. En marzo de 2013, inXile volvió a utilizar Kickstarter para buscar financiamiento para el desarrollo de Torment: Tides of Numenera, esta sería una secuela espiritual del aclamado videojuego de rol Planescape: Torment. La campaña para Torment: Tides of Numenera rompió un récord de recaudación acumulando $1 millón de dólares en siete horas y dos minutos.
Durante la campaña de Kickstarter de Wasteland 2, Brian Fargo desarrolló el programa "Kicking it Forward". Bajo este programa, inXile Entertainment prometió usar el 5% de las ganancias del lanzamiento para así respaldar futuros proyectos en Kickstarter.
En octubre de 2015, inXile abrió inXile New Orleans como un segundo estudio con sede en la ciudad de Nueva Orleans, Luisiana. La oficina en Newport Beach fue mudada a Tustin, California para enero de 2021.
En noviembre de 2018, Microsoft Studios anunció que estaban en las últimas fases para la adquisición de inXile Entertainment, y también de Obsidian Entertainment, otro estudio conocido por sus videojuegos de rol (Fallout: New Vegas). De acuerdo con Fargo, inXile fue contactada en abril de 2018 por Noah Musler, un ejecutivo de negocios de Microsoft el cual tenía ya tenía relaciones con el estudio, sugiriendo la posibilidad de una adquisición. Fargo creyó que la adquisición sería beneficiosa para la empresa ya que, para aquel momento, se encontraban en un "valle inquietante" entre el desarrollo de juegos de manera independiente y videojuegos de alto presupuesto (AAA) donde había una diferencia significativa con relación a la calidad y el precio del producto. El apoyo financiero de Microsoft los ayudaría a desarrollar videojuegos de mucho más presupuesto para así competir con otras empresas en la industria actual.
En junio de 2023, inXile reveló su nuevo juego en desarrollo, Clockwork Revolution durante la Xbox Games Showcase de 2023.

## Juegos desarrollados
| Año  | Título                           | Plataforma |
| ---- | -------------------------------- | --- |
| 2004 | The Bard's Tale                  | Android, BlackBerry PlayBook, Mac OS Classic, iOS, Linux, Microsoft Windows, Ouya, PlayStation 2, PlayStation 4, PlayStation Vita, Xbox, Xbox One, Nintendo Switch |
| 2008 | Fantastic Contraption            | Adobe Flash, iOS, Wii |
| 2008 | Line Rider 2: Unbound            | iOS, Microsoft Windows, Nintendo DS, Wii |
| 2009 | Super Stacker                    | Adobe Flash, iOS |
| 2009 | Super Stacker 2                  | Adobe Flash, iOS |
| 2009 | Shape Shape                      | Adobe Flash, iOS |
| 2010 | Super Stacker Party              | PlayStation Network |
| 2011 | Hunted: The Demon's Forge        | Microsoft Windows, PlayStation 3, Xbox 360 |
| 2012 | Choplifter HD                    | Microsoft Windows, Ouya, PlayStation Network, Xbox Live Arcade |
| 2014 | Wasteland 2                      | Linux, macOS, Microsoft Windows, Nintendo Switch, PlayStation 4, Xbox One                                                                                          |
| 2017 | Torment: Tides of Numenera       | Linux, macOS, Microsoft Windows, PlayStation 4, Xbox One |
| 2017 | The Mage's Tale                  | Microsoft Windows |
| 2018 | The Bard's Tale IV: Barrows Deep | Linux, macOS, Microsoft Windows, PlayStation 4, Xbox One |
| 2020 | Wasteland Remastered             | Microsoft Windows, Xbox One |
| 2020 | Wasteland 3                      | Linux, macOS, Microsoft Windows, PlayStation 4, Xbox One |
| 2020 | Frostpoint VR: Proving Grounds   | Microsoft Windows |
| TBA  | Clockwork Revolution             | Microsoft Windows, Xbox Series X/S |

### Juegos cancelados
| Título | Plataforma                                 |
| ------ | ------------------------------------------ |
| Heist  | Microsoft Windows, PlayStation 3, Xbox 360 |